# 와카야마코역
와카야마코역(일본어: 和歌山港駅, わかやまこうえき)은 일본 와카야마현 와카야마시에 있는 난카이 전기철도 와카야마코 선의 역이다. 역 번호는 NK45-1이다.

## 역 구조
섬식 승강장 1면 2선의 성토역 구조이다. 2층에 개찰구와 대합실, 3층에 승강장이 있다. 유효 길이는 8량 편성분이다. 화장실은 개찰 내에 있는 남녀 공용의 수세식이다. 개찰구 밖에서 화장실을 이용하는 경우에는 난카이 페리의 대기실을 이용한다.
개찰구를 나오면 난카이 페리 난카이 시코쿠 라인 도쿠시마 방면 승강장으로의 연결 통로와 이어져 있어 그 중간에 설치된 자동 매표기에서 승선권을 구입할 수 있다. 페리의 출항 5분 전에는 "루즈의 전언", 환승 열차의 안내에 "세실의 주말", 각각 곡이 안내 방송과 함께 떠돌고 있다.
무인역이지만 열차 발착 시에는 개찰구 앞에서 난카이 페리의 사원이 환승 등이 안내된다.

### 승강장
| 번호 | 노선          | 행선                              |
| ---- | ------------- | --------------------------------- |
| 1・2 | 와카야마코 선 | 와카야마시・간사이쿠코・난바 방면 |

- 평일에는 보통 7개, 급행 3개, 특급 서던 3개, 주말에는 보통 9개 특급 서던의 2편성 뿐이었다.
- 와카야마코 ~ 스이켄 역 구간이 폐지되기 전까지는 1번 선의 선로가 스이켄 방면이었다. 2번 선은 개통 당초부터 차막이가 있었다.
- 이전의 역명판에는 모필체로 표기된 낡은 것으로 과거 인근역의 스이켄, 쓰키코마치 역의 폐지, 2012년 4월 1일의 역 번호 도입에 있어서도 인근 역명은 본체와 마찬가지로 붓체 표시인 "와카야마한다"로 수정하고 역 번호는 씰로 번호를 붙이는 것으로 대응하였다. 그 후, 2013년에 새로운 디자인으로 변경되었다.

## 역사
난카이 페리로 연락 역은 1956년에 개통한 초대 와카야마코 역(후, 쓰쿠코마치 역)이 존재했다. 와카야마 항 페리 승강장이 이전한 것에 따라, 와카야마코 선의 연장과 함께 2대의 와카야마코 역으로 본 역이 개통했다.
- 1971년 3월 6일: 와카야마코 선의 스이켄 연장과 동시에 영업 개시.
- 2002년 5월 26일: 당역 ~ 스이켄 역 구간 폐지로 와카야마코 선의 종착역이 됨.
- 2005년 11월 27일: 와카야마시 ~ 당역 구간의 중간 3역(구보초 역・쓰키지바시 역・쓰키코마치 역)이 폐지됨.
- 2012년 4월 1일: 무인화와 동시에 특급 서던의 지정권 취급, 스루카 KANSAI 3day 티켓 판매(간사이 지역판) 및 교환(전국판, 2day포함) 종료.

## 역 주변
역명의 거리는 와카야마 항의 근처역으로 와카야마 항과 관련된 시설이 들어서 있다.
- 기노강(1급 하천)
- 기노강 하구 대교
- 와카야마 현도 16호 와카야마코 선
- 국토교통성 긴키 지방 정비국 와카야마 항만 사무소(도로를 끼고 역 맞은 편에 위치한다.)
- 국토교통성 긴키 운수국 와카야마 운수 지국 와카야마 육운 지국
- 해상보안청 와카야마 해상 보안부
- 와카야마 항만 합동청사(항구 다리 부근)
- 청사 내
  - 법무성 오사카 입국 관리국 와카야마 출장소
  - 재무부 오사카 세관 와카야마 지서
  - 농림수산성 고베 식물 방역소 와카야마 출장소
  - 국토교통성
    - 긴키 운수국 와카야마 운수 지국 쓰키코 청사
    - 운수 지국 치쯔코 청사 내
      - 외국 선박 감독관실
      - 운항・선원과
      - 선박과
- 와카야마 시 중앙 도매 시장
- 카오 와카야마 공장・와카야마 연구소

## 인접역
| 난카이 전기철도 와카야마코 선 | 난카이 전기철도 와카야마코 선 | 난카이 전기철도 와카야마코 선 |
| ----------------------------- | ----------------------------- | ----------------------------- |
| NK45 와카야마시 방면          |                               | 시·종착역                     |